# 루피지강
루피지강(영어: Rufiji River)은 탄자니아 남부를 따라 흐르는 강으로, 탄자니아에서 가장 규모가 크고 긴 강이다. 강의 길이는 약 600km에 달하며 인도양으로 흘러들어간다. 다르에스살람으로부터 약 200km 떨어져 있으며 강의 삼각주에는 동아프리카에서 가장 크게 우거진 맹그로브 숲이 자라나 있다.